# Lophiodes endoi
Lophiodes endoi är en fiskart som beskrevs av Ho och Shao 2008. Lophiodes endoi ingår i släktet Lophiodes och familjen marulksfiskar. Inga underarter finns listade i Catalogue of Life.